# 史蒂夫·艾伦

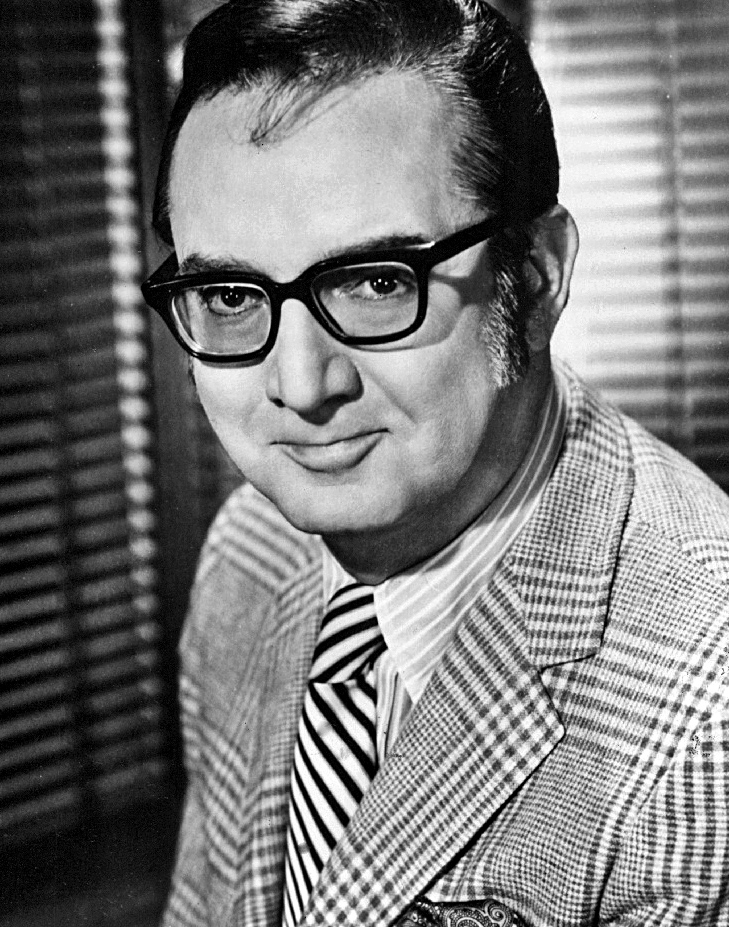
攝於1977年

史蒂夫·瓦伦丁·帕特里克·威廉·艾伦（英語：Steve Allen，1921年12月26日—2000年10月30日）是一位美国电视和广播名人、喜剧演员、音乐家、作曲家、作家和演员。他是今夜秀的联合创办人和首任主持人。 
艾伦是一位钢琴家 ，也是一位多产的作曲家。据他自己估计，他创作了超过8500首歌曲 。艾伦凭借他填词的歌曲 獲得1964年格莱美最佳原创爵士乐作曲奖。他还写了包括小说、儿童读物在內的50多本书。他在好莱坞星光大道上留下两颗星。 